# Episodi de I Saurini e i viaggi del meteorite nero (prima stagione)
La prima stagione della serie animata I Saurini e i viaggi del meteorite nero è stata trasmessa in prima visione assoluta su Rai 2 l'episodio pilota nel 2005. mentre il resto degli episodi dal 3 novembre al 19 novembre 2008 
| nº     | Titolo originale           | Prima TV Italia  |
| ------ | -------------------------- | ---------------- |
| Pilota | Pilota                     | 2005             |
| 1      | Cuccioli                   | 3 novembre 2008  |
| 2      | Il segreto di Go           | 3 novembre 2008  |
| 3      | Dinosauri olimpionici      | 4 novembre 2008  |
| 4      | Il mistero del lago        | 4 novembre 2008  |
| 5      | Arrivano i nostri!         | 5 novembre 2008  |
| 6      | Un dolce geniale           | 5 novembre 2008  |
| 7      | Il dente del leone         | 6 novembre 2008  |
| 8      | Coccodrilli e guai         | 6 novembre 2008  |
| 9      | Spiriti del bosco          | 7 novembre 2008  |
| 10     | L'isola del tesoro         | 7 novembre 2008  |
| 11     | Avventura in pallone       | 10 novembre 2008 |
| 12     | L'apprendista mago         | 10 novembre 2008 |
| 13     | Pericolo tra i ghiacci     | 11 novembre 2008 |
| 14     | Viaggio nel mondo sommerso | 11 novembre 2008 |
| 15     | Il gatto del Doge          | 12 novembre 2008 |
| 16     | Ave saurini                | 12 novembre 2008 |
| 17     | Stego Marajà               | 13 novembre 2008 |
| 18     | Il castello della paura    | 13 novembre 2008 |
| 19     | L'ottava meraviglia        | 14 novembre 2008 |
| 20     | La lampada magica          | 14 novembre 2008 |
| 21     | Visita al museo            | 17 novembre 2008 |
| 22     | Tempo da lupi              | 17 novembre 2008 |
| 23     | Il dragone Vichingo        | 18 novembre 2008 |
| 24     | Jurassic Hollywood         | 18 novembre 2008 |
| 25     | Il potere svelato          | 19 novembre 2008 |
| 26     | Ritorno al futuro          | 19 novembre 2008 |